# Konon z Samos
Konon z Samos – grecki matematyk i astronom żyjący w III wieku p.n.e.

## Biografia
Przebywał na Sycylii i Półwyspie Apenińskim, gdzie prowadził obserwacje astronomiczne. Następnie osiadł w Aleksandrii, służył tam jako nadworny astronom Ptolemeusza III Euergetesa. Tam dokonał odkrycia gwiazdozbioru zwanego Warkoczem Bereniki. Według legendy Berenika II, małżonka Ptolemeusza III, złożyła swoje włosy w ofierze Afrodycie. Kiedy zniknęły Konon stwierdził, że warkocz Bereniki został umieszczony na niebie pośród gwiazdozbiorów: Wolarza, Lwa i Panny. Odkrycie to unieśmiertelniło Berenikę II i umocniło jego pozycję na dworze królewskim. Został przyjacielem Archimedesa, gdy ten studiował w Aleksandrii. Później przesyłał mu swoje matematyczne odkrycia. 
Żadne z jego dzieł nie przetrwało.

## Osiągnięcia naukowe

### Astronomia
- Stworzył Parapegmę, kalendarz prognoz meteorologicznych oraz wschodów i zachodów gwiazd, na podstawie swoich obserwacji we Włoszech i na Sycylii[1].
- Odkrył gwiazdozbiór Warkocz Bereniki[1].
- Napisał dzieło w siedmiu książkach pt. De astrologia (O astronomii). Według Seneki zawierało ono egipskie obserwacje zaćmień Słońca (część historyków w to wątpi)[1].

### Matematyka
- Napisał Pros Thrasydaion (W odpowiedzi do Thrasydaeusa), dzieło dotyczące punktów przecięcia stożków z innymi stożkami oraz z okręgami[1].
- Praca o odcinkach stożkowych dotycząca krzywych przecięcia prawego, okrągłego stożka z płaszczyzną, która posłużyła za podstawę dla traktatu pt. Κωνικά (Kōniká, Stożkowe) Apoloniusza z Pergi[1].
- Według Pappusa z Aleksandrii odkrył Spiralę Archimedesa[1].